# Драгалина (Кристинешти)
Драгалина (рум. Dragalina) насеље је у Румунији у округу Ботошани у општини Кристинешти. Oпштина се налази на надморској висини од 208 m.

## Становништво
Према подацима из 2002. године у насељу је живело 677 становника, од којих су сви румунске националности.